# Mio zio Beniamino, l'uomo dal mantello rosso
Mio zio Beniamino, l'uomo dal mantello rosso (Mon oncle Benjamin, l'homme à l'habit rouge), anche noto semplicemente come Mio zio Beniamino, è un film del 1969 diretto da Édouard Molinaro. Il film è tratto dal romanzo Mon oncle Benjamin (1843) dello scrittore francese Claude Tillier (1801-1844), tradotto in italiano come Mio zio Beniamino da Massimo Bontempelli e pubblicato dall'editore Formiggini di Roma. 

## Trama
Beniamino Rathery, giovane medico, è pieno di debiti e deve sposare la ricca Arabella, ma l'idea del matrimonio lo atterrisce. Il caso vuole che Arabella si innamori di un altro. Beniamino sta già tirando un sospiro di sollievo quando arriva il ricatto di Manette, ragazza lungamente corteggiata, figlia di un locandiere niente affatto convinto di darla in moglie allo squattrinato dottore: o il matrimonio o l'abbandono. Così, messo alle strette, sceglie deliberatamente la prigione al matrimonio. All'uscita di galera però finirà comunque per accasarsi con la bella Manette.